# 요한 카스파 블룬칠리
요한 카스파르 (또는 카스파르) 블룬칠리(Johann Caspar Bluntschli, 1808년 3월 7일 ~ 1881년 10월 21일)는 스위스의 법학자이자 정치인이었다. 동료 자유주의자 프랜시스 리버와 에두아르 르네 드 라불라예와 함께 그는 국제법 및 전쟁법의 최초 법규 중 하나를 개발했다.

## 전기
그는 취리히에서 비누와 양초 제조업자의 아들로 태어났다. 학교를 마치고 고향의 정치 연구소(법학 및 정치학 신학원)에 들어갔고, 그 후 베를린 훔볼트 대학교와 본 대학교로 진학하여 1829년 본 대학교에서 법학 박사 학위를 받았다.
1830년 취리히로 돌아온 그는 당시 스위스 연방의 모든 주를 불안하게 만들고 있던 정치적 분쟁에 열정적으로 뛰어들었고, 그해에 《취리히 시의 헌법에 관하여》(Über die Verfassung der Stadt Zürich)를 출판했다. 이어서 《국민과 주권》(Das Volk und der Souverän, 1830)을 발표했는데, 이 작품에서 그는 헌정 정부를 옹호하면서도 성장하는 스위스 급진주의에 대한 강한 반감을 드러냈다. 1837년 대평의회(독일어: Grosser Rath) 의원으로 선출된 그는 중도 보수당의 옹호자가 되었다.
다른 사람들의 관심을 거의 끌지 못했던 철학자 프리드리히 로머 (1814–1856)의 형이상학적 관점에 매료되어, 그는 《국가와 교회의 심리학적 연구》(Psychologische Studien über Staat und Kirche, 1844)에서 이를 일반적인 정치학에, 특히 스위스의 헌법 문제에 대한 만병통치약으로 적용하려고 노력했다. 블룬칠리는 사망 직전에 "나는 법학자로서 명성을 얻었지만, 나의 가장 큰 공로는 로머를 이해한 것이다"라고 말했다. 그러나 이 철학적 에세이는 급진주의(역사적)와 울트라몬타니즘 양측에 대한 그의 타협하지 않는 태도와 맞물려 많은 적을 만들었고, 그가 회장으로 선출되었던 의회에서 계속 활동하는 것을 불가능하게 만들었다. 그는 의원직을 사임했고, 1847년 존더분트의 몰락으로 그의 당에 대한 모든 권력 희망이 사라졌음을 깨닫고 《스위스 연방 개혁에 대한 스위스인의 목소리》(Stimme eines Schweizers über die Bundesreform, 1847)라는 소책자를 들고 스위스를 떠나 뮌헨에 정착하여 1848년 루트비히 막시밀리안 대학교에서 헌법학 교수가 되었다.

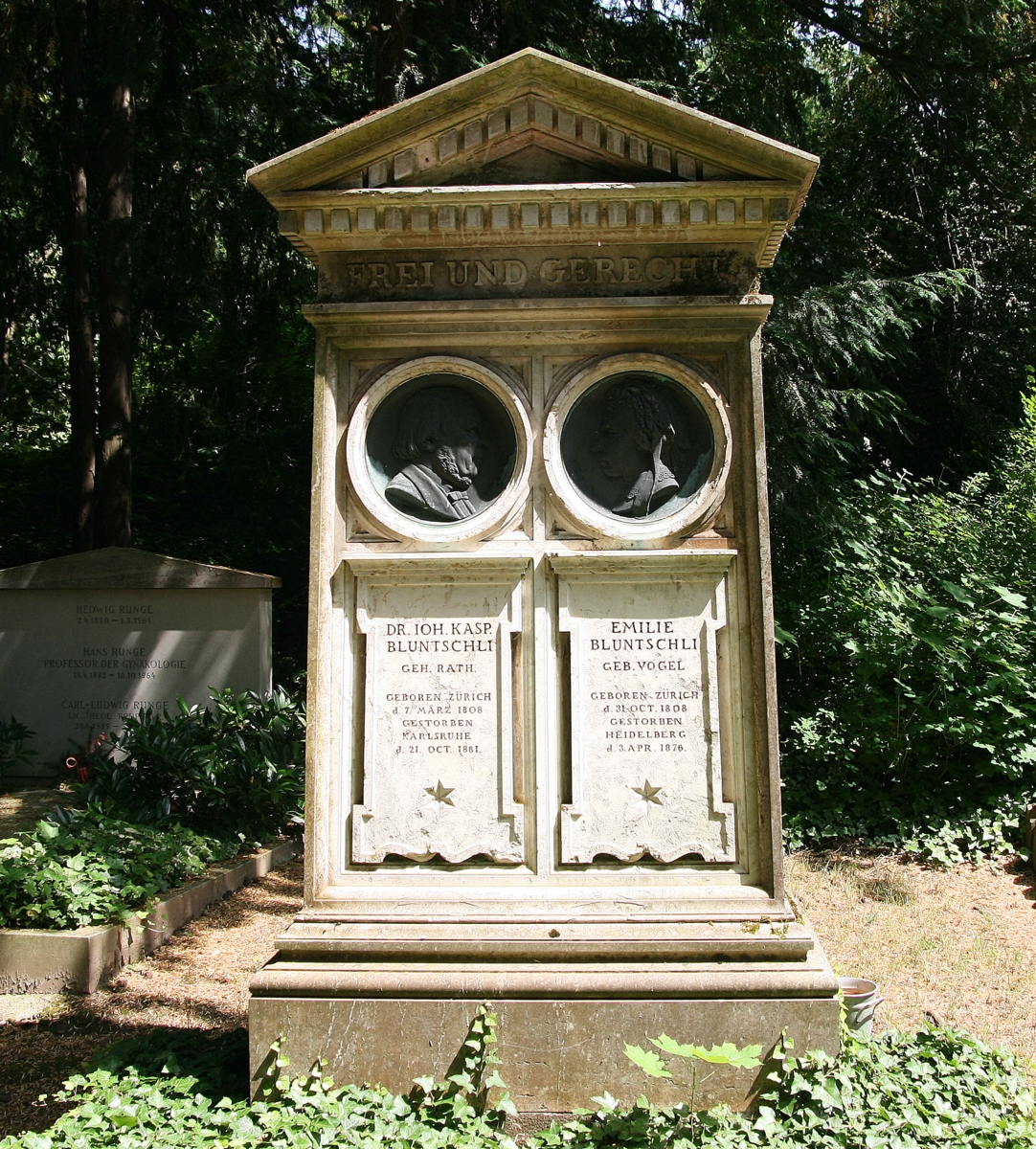
하이델베르크의 묘비

독일에 재정착한 후, 블룬칠리의 입장은 더욱 자유주의적으로 변했고, 그는 독일과 미국 자유주의자들 사이에서 매우 영향력 있는 헤겔주의 국가 이론을 상세히 설명했다. 뮌헨에서 그는 자신의 의자 업무에 힘썼고, 《일반 국가법》(Allgemeines Staatsrecht, 1851–1852), 《현대 국가론》(Lehre vom modernen Staat, 1875–1876)을 출판했다. 또한 카를 루트비히 테오도르 브라터 (1819–1869)와 협력하여 《독일 국가 사전》(Deutsches Staatswörterbuch, 11권, 1857–1870; 에드가 뢰닝이 3권으로 축약, 1869–1875)을 출판했다. 한편, 그는 취리히 칸톤의 법전인 《취리히 칸톤 민법》(Privatrechtliches Gesetzbuch für den Kanton Zürich, 1854–1856)을 꾸준히 작업했는데, 이 작품은 당시 많은 찬사를 받았고, 특히 계약에 관한 부분은 스위스와 다른 나라들의 법전의 모델이 되었다.
1861년 블룬칠리는 하이델베르크 대학교의 헌법학(Staatsrecht) 교수직으로 초빙되어 다시 정치 무대에 진출했으며, 그의 《일반 국가법 및 정치학 역사》(Geschichte des allgemeinen Staatsrechts und der Politik, 1864)에서 독일인들의 정치적 의식을 자극하고 편견을 없애고 지적으로 발전시키려 노력했다고 말했다. 그는 프리메이슨이었고 로지 루프레히트 투 덴 퓐프 로젠(Ruprecht zu den fünf Rosen)의 마스터였다 1865년에는 교황 비오 9세의 사도적 권고인 Multiplices inter에 반대하는 공개 서한을 발표했다. 그의 새로운 고향인 바덴 독일에서 그는 1866년 프로이센-오스트리아 전쟁 동안 그의 에너지와 정치적 영향력을 동원하여 국가의 중립을 유지하려 노력했다. 이때부터 블룬칠리는 국제법 분야에서 활발히 활동했으며, 법학자로서의 그의 명성은 헌법보다는 이 분야에 더 가깝다. 그의 《현대 전쟁법》(Das moderne Kriegsrecht, 1866), 《문명국가의 현대 국제법, 법전으로 제시됨》(Das moderne Völkerrecht der zivilisierten Staaten, als Rechtsbuch dargestellt, 1868), 그리고 《전쟁 중 포획권》(Das Beuterecht im Krieg, 1878)은 법학 분야에서 귀중한 교과서로 남을 것이다. 그는 또한 앨라배마 클레임 사건에 대한 소책자를 썼다. 그의 전쟁법과 공공 국제법에 대한 연구는 미국으로 이민 온 독일인 프랜시스 리버와의 오랜 서신 교환에 영향을 받았다.
블룬칠리는 1873년 헨트에서 국제법 연구소의 설립자 중 한 명이었고, 브뤼셀에서 열린 국제 전쟁법 회의에서 독일 황제의 대표였다. 그는 국제인도법과 적십자에 관한 문제에 대해 젊은 구스타브 롤린-재크마인스와 구스타브 무아니에와 서신을 교환했다. 말년에 그는 신학의 반동적이고 울트라몬타인적인 견해에 맞서기 위해 결성된 프로테스탄텐페라인에 깊은 관심을 보였다.
그는 1875년 네덜란드 왕립 예술 과학 아카데미의 외국인 회원으로 선출되었다.
그는 1881년 10월 21일 카를스루에에서 갑자기 사망했다. 그의 도서관은 존스 홉킨스 대학교에 인수되었다.
위에 언급된 작품들 외에 그의 작품으로는 《독일 민법》(Deutsches Privatrecht, 1853–1854), 《교육받은 사람들을 위한 독일 국가론》(Deutsche Slaatslehre für Gebildete, 1874), 《독일 국가론과 오늘날의 국가 세계》(Deutsche Staatslehre und die heutige Staatenwelt, 1880) 등이 있다.